# Schraden (comune)
Schraden è un comune di 489 abitanti del Brandeburgo, in Germania.

Appartiene al circondario dell'Elba-Elster ed è parte della comunità amministrativa di Plessa.